# Baboucarr Gaye
Baboucar Gaye (Bielefeld, 24 de fevereiro de 1998) é um futebolista profissional teuto-gambiano que atua como goleiro. Atualmente joga pelo Rot-Weiß Koblenz.

## Carreira
Ingressou nas categorias de base do Arminia Bielefeld em 2007, aos 9 anos de idade. Até 2017, permaneceria defendendo os juniores do clube da Renânia do Norte-Vestfália, quando foi promovido ao time B e, posteriormente, ao elenco principal do Arminia, onde não atuou em nenhum jogo oficial, uma vez que foi o terceiro goleiro da equipe. Pela equipe de reservas, Garr entrou em campo 13 vezes.
Em junho de 2019, o Arminia rescindiu o contrato do goleiro, que não foi utilizado na temporada anterior. No dia 21 de julho, assinou com o Wattenscheid, clube da Regionalliga West, onde atuou em 8 jogos. Em janeiro de 2020, assinou com o Stuttgart para integrar o time reserva, mas não disputou nenhuma partida e foi dispensado ao final da temporada, sendo contratado em julho do mesmo ano pelo Rot-Weiß Koblenz, equipe da Regionalliga Südwest.

## Seleção Gambiana
Nascido em Bielefeld, Garr optou em jogar pela Seleção da Gâmbia, país onde possui origens. Sua estreia pelos Escorpiões foi em março de 2018, em amistosos contra a equipe Sub-20 do Marrocos e a República Centro-Africana, mas estes jogos não foram considerados válidos.
A primeira partida do goleiro em nível oficial foi contra o Congo, em outubro de 2020, sendo convocado para a Copa das Nações Africanas de 2021, tendo começado como reserva de Modou Jobe e assumindo a titularidade a partir do jogo contra a Tunísia. Com uma campanha surpreendente em sua primeira participação no torneio, a Gâmbia chegou às quartas-de-final, perdendo por 2 a 0 para Camarões.